# バーミンガム (軽巡洋艦・2代)
|          | |
| 艦歴     | |
| 発注     | |
| 起工     | 1935年7月18日 |
| 進水     | 1936年9月1日 |
| 就役     | 1937年11月18日 |
| 退役     | |
| その後   | 1960年にスクラップとして廃棄 |
| 除籍     | |
| 性能諸元 | |
| 排水量   | 基準：9,100トン、 満載：11,350トン |
| 全長     | 558ft |
| 全幅     | 61 ft 8 in |
| 吃水     | 21 ft 6 in |
| 機関     | 海軍式三胴型重油専焼缶4基＋パーソンズ式オール・ギヤードタービン4基4軸推進、75,000 shp                                                                  |
| 最大速   | 32ノット (59 km/h) |
| 乗員     | 748名 |
| 兵装     | Mk XXIII 15.2cm（50口径）三連装砲4基 Mk XVII 10,2cm（45口径）高角砲連装4基 2ポンド4連装ポムポム砲2基 12.7mm四連装機銃2基 53.3cm水上魚雷発射管三連装2基 |

バーミンガム (HMS Birmingham, C19) は、イギリス海軍のタウン級軽巡洋艦。艦名はイングランド中部の都市バーミンガムに因む。

## 艦歴
バーミンガムはプリマスのデヴォンポート造船所で1935年7月18日に起工し、1936年9月1日に進水、1937年11月18日に就役した。

### 第二次世界大戦
バーミンガムは1938年3月にシンガポールにつき、中国艦隊の第5巡洋艦戦隊に加わった。1940年1月にスエズ運河経由で地中海へ移動し、マルタで整備を行った。
1940年3月から4月にかけて本国艦隊に合流した。本国艦隊では第18巡洋艦戦隊に所属し、ノルウェー沿岸でドイツ漁船の行動を防ぐための哨戒を行った。4月半ばにバーミンガムはマンチェスター (HMS Manchester, C15)、カイロ (HMS Cairo, D87) と共にノルウェーに向かう兵員輸送船団を護衛し、5月にはマンチェスターと共に1,500名の兵をアンダルスネスから撤退させた。帰国後は1940年9月から12月にかけて修理を行った。
1931年1月から4月にかけてバーミンガムは中東に向かう兵員輸送船団を護衛して喜望峰付近で活動した。5月に本国海域に戻り、ドイツ戦艦ビスマルク (Bismarck) および重巡洋艦プリンツ・オイゲン (Prinz Eugen) の探索に参加した。バーミンガムはスカパフローを出航、アイスランドからフェロー諸島の間の海域を哨戒したものの、ドイツ艦と遭遇することはなかった。その後はイギリスから南アフリカに向かうWS-9A潜舵を護衛し、1941年7月4日に到着した。南アフリカではサイモンズタウンのセルボーン乾ドックに入渠して小修理を行い、Mk284および291レーダー、いくつかの対空兵装が装備された。
作業は1942年2月に完了し、バーミンガムは東洋艦隊に転属、南アフリカには3月に帰還した。6月に地中海への展開を命じられ、テナント少将指揮下の第4巡洋艦戦隊に所属した。同月、バーミンガムはマルタへの補給作戦ヴィガラス作戦に参加した。この作戦中にバーミンガムは敵機の攻撃を受け、数発の至近弾により損傷した。9月にバーミンガムはインド洋へ戻り、マダガスカルの戦いに参加した。その後11月にはマハジャンガ西岸に上陸する部隊を乗せた船団を護衛した。同船団は第10歩兵旅団を乗せ、航空母艦イラストリアス (HMS Illustrious, R87) による支援を受けた。

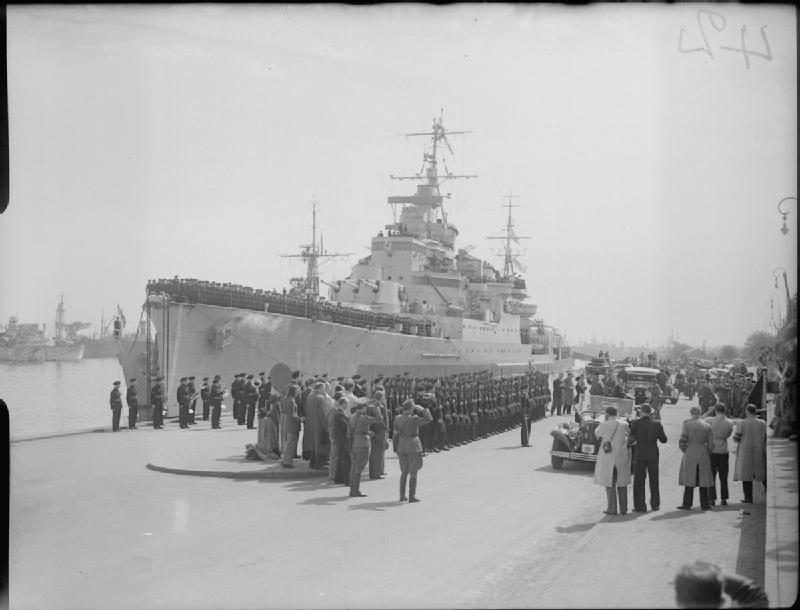
海兵隊の敬礼を受けるモントゴメリー元帥。停泊するバーミンガムの艦上では乗組員が整列している。

1943年4月、バーミンガムはイギリスで再び修理が行われた。作業は10月に完了した。地中海での活動を再開したが、11月28日にキレナイカ沖合で U-407 の雷撃を受け大きく損傷する。バーミンガムはアレキサンドリアへ戻り、応急修理が行われた。1944年6月にアメリカ合衆国に向かい本格修理が行われる。修理は11月に完了し、帰国後スカパフローで第10巡洋艦戦隊に合流した。
1945年5月、ヨーロッパでの戦争が終了に近づくとともにバーミンガムはダイドー (HMS Dido, 37) および数隻の駆逐艦からなる部隊を形成し、バルト海での港湾占領任務に当たった。部隊はスカゲラク海峡のドイツ軍による機雷敷設海域を避け、5月9日にコペンハーゲンに到着、プリンツ・オイゲンおよびニュルンベルク (Nürnberg) を接収した。5月13日にバーミンガムはデヴォンシャー (HMS Devonshire, 39) と任務を交代して帰国の途に就いた。

### 戦後
1948年にバーミンガムは南大西洋に配属された。1949年から50年まで東インド艦隊の第4巡洋艦戦隊で活動し、50年から52年にかけて近代化改修が行われた。改修では新型艦橋、ラティスマストおよび空気清浄装置が装備され、極東での任務に適した環境が提供されることとなった。また、4インチ対空砲の完成のため航空機ハンガー部分に2基の Mk 6 高角管制装置が装備された。この改修がバーミンガムの最後の近代化となった。作業が完了するとバーミンガムは東洋艦隊に配属され、第5巡洋艦戦隊に所属した。朝鮮戦争では6インチ砲を1,051発発射した。1952年6月に停戦交渉が成立し、バーミンガムはニューカッスル (HMS Newcastle, C76) および2隻のフリゲートと共に、北西海岸から韓国人を救助するアメリカ軍上陸用舟艇の支援を行った。1954年6月にバーミンガムは極東から帰国の途に就いた。
1955年、バーミンガムは地中海艦隊に配属され、第1巡洋艦戦隊の旗艦となった。1957年6月に地中海艦隊司令官ラルフ・エドワード提督指揮する7隻の軍艦の1隻に選ばれ、トルコの黒海で演習を行った。演習はソ連政府からの強い抗議を受けることとなった。1959年5月、マルタ島沖での活動中にバーミンガムは駆逐艦デライト (HMS Delight, D119) と衝突し、水線下の損傷を調査していた水兵2名が毒ガスの発生により死亡した。
バーミンガムは1959年12月3日にデヴォンポート海軍基地で退役した。バーミンガムはタウン級軽巡洋艦の中で最後に退役した艦となった。1960年9月にインバーキーシングのウォードで解体された。バーミンガムのバッジはサイモンズタウンのセルボーン乾ドックの壁に現在も展示されている。